# Eyalato de Habesh
El eyalato de Habesh (en turco otomano: ایالت حبش‎ , Eyālet-i Ḥabeş) era un eyalato otomano. También se conocía como el eyalato de Yeda y Habesh, ya que Yeda era su ciudad principal, o Habesh y Hiyaz. Se extendió por las áreas costeras de Hiyaz y el noreste de África que bordean la cuenca del mar Rojo. En el litoral del noreste de África, el eyalato comprendía Massawa, Hirgigo, Suakin y sus zonas de influencia. 
Tal como ocurría en el norte de África, Yemen, Baréin y Lahsa, los otomanos no tenían un "control efectivo a largo plazo" fuera de los puertos donde había una presencia y guarnición otomana directa.

## Historia

### Establecimiento
En 1517, los turcos otomanos conquistaron el sultanato mameluco de Egipto y Siria, durante el reinado de Selim I. Como tal, los territorios del sultanato, incluidos Yeda y La Meca, estaban controlados por los otomanos. Yeda luego se expandió con el propósito de proteger las fronteras del Imperio otomano de las invasiones portuguesas. 
El Imperio otomano comenzó a extender sus fronteras por el resto de la costa del mar Rojo. Los gobernantes musulmanes de Sudán y la península arábiga dominaban la costa africana del mar Rojo hasta que llegaron los turcos otomanos en el siglo XVI. Los puertos de Suakin y Massawa fueron ocupados por Özdemir Bajá, que había sido nombrado beylerbey en 1555, y la provincia de Habesh se formó en 1557. Como Massawa tiene una importancia económica secundaria, la capital administrativa pronto se trasladó a través del mar Rojo a Yeda (desde finales del siglo XVI hasta principios del siglo XIX; Medina sirvió temporalmente como capital en el siglo XVIII).
Los turcos otomanos lograron múltiples avances hacia el interior conquistando Eritrea. Se estableció un sanjacado en Ibrim en la década de 1560. En 1571, el gobernador de Habesh se movió para romper un sitio de Suakin por las fuerzas del reino de Funj. La expansión se detuvo en 1578 y los otomanos se retiraron de la mayor parte de las tierras altas. Durante los siglos siguientes, la administración otomana se abstuvo en gran medida de nuevas intervenciones, basándose en un sistema de gobierno indirecto. Sólo en la propia isla de Massawa había un gobernador otomano, que controlaba el comercio y los impuestos; en Suakin, las autoridades otomanas nombraron un funcionario de aduanas. La guarnición de Hirgigo, formada por kurdos, albaneses, turcos y árabes, se mezclaba con la población local, conservando sus descendientes las rentas y títulos otomanos.
Hay muy poco material de referencia para el dominio otomano en el eyalato de Habesh después del siglo XVI. La mayoría de las fuentes otomanas de Cengiz Orhonlu sobre Habesh proceden de finales del siglo XVI, y algunas del siglo XVII. A pesar de la naturaleza fundamental de su Habesh Eyaleti, no pudo "encontrar datos precisos sobre la estructura administrativa y financiera de la provincia" ni información sobre impuestos agrícolas.

### Traslado del asiento a Yeda
Cuando los otomanos se hicieron dominantes en el Hiyaz en 1517, Yeda se había establecido como sanjacado bajo la autoridad del beylerbeylik de Egipto. A medida que Yeda se convirtió en un importante centro de comercio, los otomanos la convirtieron en un beylerbeylik. En el siglo XVIII, se adjuntó al eyalato de Habeş, y comenzaron a designarse gobernadores con rango de visir.
En 1701, Suakin y las demás posesiones otomanas de la costa africana quedaron bajo la autoridad del gobernador de Yeda. Después de su combinación con Yeda, el eyalato ganó importancia. Debido a la gran distancia de la capital, los otomanos tenían poco control sobre el bajá de Yeda, y su autoridad sobre la región era mayoritariamente nominal.
En 1829, John Lewis Burckhardt describió al bajalato de Yeda como "reducido a la insignificancia perfecta" por el poder del sharif de La Meca, y el título fue otorgado a individuos que nunca habían intentado tomar posesión de su cargo de gobernador.
Incluso antes de que los rebeldes wahabíes tomaran el poder de la mayor parte de Hiyaz en 1803, se decía que el nombramiento para el cargo de gobernador de Yeda era poco estimado y se consideraba equivalente a un exilio. Burckhardt también notó que el bajá se autodenominaba valí (o gobernador) no solo de Yeda, sino también de Suakin y Habesh, y mantenía oficiales de aduanas en Suakin y Massawa. 
Cuando Mehmet Alí luchó con éxito la guerra otomana-saudí, recibió la administración de Habesh en 1813. Su hijo Ahmad Tushun Pasha fue nombrado valí por un firmán, con lo que también obtuvo el control de los puertos de Suakin y Massawa. El control de Habesh por Mehmet Alí fue sólo temporal; después de que el surgimiento de los wahabíes llegó a su fin, volvió al dominio otomano en 1827. Massawa y Suakin le fueron entregados nuevamente en 1846, hasta su muerte en 1849.
En 1866, sin embargo, Habesh fue sacado de Yeda y formalmente incorporado al jedivato de Egipto como una entidad separada. Por lo tanto, Habesh dejó de existir en su forma tradicional y, a partir de 1869, fue reemplazado por una serie de gobernaciones egipcias posteriores. En 1871, después de la destitución de su cargo del valí Hurshid Pachá, el cargo para Yeda fue abolido brevemente y el mutasarrıfato de Yeda fue instalado en su lugar. Esta reorganización duró solo un año, y el valiato fue devuelto al año siguiente. El eyalato de Yeda luego se transformó en el valiato de Hiyaz, con un gobernador en La Meca.

## Divisiones administrativas
| Sanjacados del eyalato: 1. Sanjacado de Ibrim 2. Sanjacado de Suakin 3. Sanjacado de Hargigo 4. Sanjacado de Massawa 5. Sanjacado de Zeila 6. Sanjacado de Yeda | Sanjacados en la década de 1860: 1. Sanjacado de Yemen (hasta 1849, luego se convirtió en el eyalato de Yemen ) 2. Sanjacado de Néyed 3. Sanjacado de La Meca 4. Sanjacado de Yeda 5. Sanjacado de Medina |

## Otras lecturas
- Miran, Jonathan (2007). «Power Without Pashas: The Anatomy of Na'ib Au-tonomy in Ottoman Eritrea (17th-19th C.)». Eritrean Studies Review 5: 33-88.

- Datos: Q1592836